# Cheilonella bathyalis
Cheilonella bathyalis är en mossdjursart som beskrevs av Jean-Loup d'Hondt och Schopf 1984. Cheilonella bathyalis ingår i släktet Cheilonella och familjen Romancheinidae. Inga underarter finns listade i Catalogue of Life.